# Аински језик
Аински језик је језик Аина, староседелаца Јапана. Језик је на прагу изумирања. Године 1991. је било познато 15 говорника.
Језик има врло мало гласова, а у писању користи јапански слоговну катакану, уз неке додатке, пошто аински има слободне сугласнике, за разлику од јапанског, код којег је сваки сугласник везан за самогласник.
Такође се у писању користи и латиница, недавно конструисана. Стандард још није дефинисан, али претпоставља се да ће бити стандаризована оба писма. Аински речник није много богат, али је врло интересантан, јер се из њега може приметити да се ради о јединственом језику који нема сродника и којем се порекло уопште не зна. Граматика овог језика је у много чему слична јапанској граматици. Мада је јапански језик такође непознатог порекла, не може се рећи да је аински, упркос мешању народа, оставио утицаја на јапански. У задње време се спроводи акција очувања овог језика. Многи који се боре за његово очување су заправо Јапанци којима је неко од предака био припадник овог народа, па се и они тако сматрају.